# ひまわり幼稚園物語あいこでしょ!
『ひまわり幼稚園物語 あいこでしょ!』（ひまわりようちえんものがたり あいこでしょ!）は大井昌和による日本の漫画作品。

## 概要
『月刊電撃コミックガオ!』（メディアワークス）で連載されていた大井昌和初の連載ストーリー漫画。幻冬舎漫画文庫で文庫化されている。Dengeki Comics版の帯に書かれているキャッチフレーズは「年齢差14歳のピュアラブ・ストーリーコメディ」。
なお、本作の幼稚園には「保育士」が勤務しているが、通常「幼稚園の先生」は幼稚園教諭であり、保育士は保育園その他児童福祉施設で勤務するので、注意が必要である。

## 登場人物

### ひまわり幼稚園
「ひまわり台」という高台の坂にある、古川 優子が園長を務める幼稚園。広告などには「駅から5分」とあるが、実際には「走って」5分であり、初めて来た水明にいたっては道に迷い1時間かかっても辿り着けなかった。少子化のあおりを受け、新入園児が入ってこないため、経営状態は苦しくなっている。
花鳥 水明（はなとり すいめい）
本作の主人公。浪人生であり、ひまわり幼稚園で保育士のアルバイトのかたわら、両園予備校に通い受験勉強をしている。ひまわり幼稚園内にある叔母・古川 優子の家に下宿しているため、園児たちに勉強が妨害されることが多々あったが受験が近づくにつれ、園児たちも自分なりに気を使うようになる。
ひまわり幼稚園の園児、アイコに惚れられる。弱りながらも、時々アイコに恋愛と思われる気持ちを抱くこともあり、自分はロリコンではないかと不安になる。
神楽坂、如月からは「浪人」と呼ばれ、若い男性で立場が一番下のため、体力仕事などにこき使われている。また、園児からも立場が下だと思われているふしがある。
ひまわり幼稚園で働いているうちに、アイコやハルの影響を受け、保育士を志すようになる。
予備校の申し込みや大学受験の願書を出し損ねそうになる、合格発表時に自分の受けた学部の掲示板を間違えるなど、非常にうっかりしている。叔母の優子いわく「お母さんソックリ」らしい。
怖い時、嬉しい時など感情が昂った時、近くにいる人に抱きつく癖がある。
アイコとは同じ月生まれ。
アイコ（夏木 愛子）
本作のヒロイン。ひまわり幼稚園の園児。
自称「水明の恋人」で、「彼女」と言われるといい気分になる。園にいるときはよく水明に抱きついている。やきもちやきで、水明がハル、真紀など女性と一緒にいると怒ったり睨んだりする。背中を指にそわされるのに弱い。水明とは同じ月生まれ。

#### 保育士
桜木 ハル
ひまわり幼稚園の見習い保育士。保育士の資格を取るため多摩川大学文学部教育科に入学するはずが、間違えて教養科（短大）に入学・卒業してしまう。そのため、ひまわり幼稚園で働きながら、教育学科の通信教育で勉強して保育士の免許取得を目指している。ひまわり幼稚園の保育士の中で、水明が来るまで一番下の立場だった。
年が近く、下っ端同士ということもあり、一緒に仕事や行動したりすることが多い。それゆえに、アイコにやきもちを焼かれることが多い。
本人も、一緒に仕事をしていくうちに、だんだん水明のことが気になっている。そのため、アイコにやきもちに似た感情を抱くこともあるが、ストーリー後半では水明とアイコの仲を微笑ましく見るようになる。天然な所もあり、学生時代のスクール水着を未だに着ている。
寝覚めがものすごく悪く、親に起こしてもらわないと起きられない。親がいないときは寝坊し、かつ慌てて準備していてもその途中で寝てしまうほど、寝覚めが悪い。
巨乳で、アツシによく触られる。オヤジ好きで渋い人が好み。園児たちとのコミュニケーションにパペットを使用する。多摩川大学教養科に通っていた頃はウクレレ愛好会に所属していた。
古川 優子
ひまわり幼稚園の園長。水明の叔母（母親の妹）。普段は穏やかで優しいが、子供に対する大人へは厳しい一面を見せる。水明を「母親に似たうっかり屋」と評するが、本人もうっかり屋で忘れっぽい所がある。
神楽坂
ひまわり幼稚園の保育士。第一種免許保持。園長の次に勤続年数が長いため、保育士同士の力関係では園長の次に上である。元ホステスで、仕事で嘘を言い続けるのが嫌になっていた時に、ひまわり幼稚園の園長や、当時の園児・えみに出会ったのがきっかけで保育士になる。ホステス時代の源氏名は葵。
喫煙者で、仕事しているときは園児に対する受動喫煙防止のためにタバコを吸わないが、我慢できないらしく、常に禁煙パイプをくわえている。一方で、遠足中同僚に酒を勧めたり、園児相手に飴を賭けて丁半したりしている。
如月
ひまわり幼稚園の保育士。プロレス好きで、自らの体を鍛えている。園児と遊ぶときは、その鍛えられた体を駆使する遊びが多い。自宅からひまわり幼稚園まで走って通い、そのタイムを縮めることを目指している。性格は子供っぽい。
フミ（藤森 美幸）
ひまわり幼稚園の保育士。第二種免許保持。ひまわり幼稚園の保育士の中で唯一の既婚者で、娘の美菜（みーな）がいる。体型は太っている。レディース「箆紅麗須（HELL CRUSE・ヘルグレース）」の元リーダー。スクーターに、元レディースを彷彿とさせるステッカーを貼っている。
妊娠をし、子供（美菜）の父親に逃げられたため、子供を育てるためにレディースをやめる。就職活動をするが、履歴書に「暴走族のリーダー」と書くため就職できずにいた時、ひまわり幼稚園のチラシを渡されたことをきっかけに、優子と知り合い、ひまわり幼稚園に勤めることになる。その後、結婚しているが、逃げられた子供の父親であるかは不明。

#### 園児
アツシ（水原 篤）
わんぱく坊主で、よく水明にキックやパンチを繰り出したり、ハルの巨乳に顔をうずめたり、触ったりしている。
スカートめくりが大好きで、女子園児によくスカートめくりをする。そのため、主にアイコ、あつこ、ちたんを代表する女子園児と衝突する。また、のぼるをよく殴るため、アッコともよくけんかをする。のぼるとは親友でなにかと一緒にいる。でもすぐ殴ってしまう。かなのことが好きだが、照れくさいためぶっきらぼうな態度をとってしまう。
たつろー、たつや、ゆうきとは体育会系遊び仲間。
アッコ（露口 温子）
のぼると恋人同士で、ベタベタしている。立場はアッコの方が上で、のぼるを怒鳴りつけることもある。のぼるを「のーくん」と呼ぶ。自宅はコンビニエンスストアを経営。
ちたん（星野 千探）
おてんば少女。園の体育系男子と一人でもケンカするツワモノ。入園の申し込みで出会ったれにと仲が良い。いちごが好き。
れに（天田 麗仁）
おとなしめの女の子。入園の申し込みで出会ったちたんと仲が良い。いちごが好き。園内で唯一ちたんを泣かせる存在として男子に恐れられる。
まひる（草薙 まひる）
不思議系幼稚園児。無口で、思ったことは言葉で言わずに行動で示す。人形と同化するのが得意。本作では統一して女の子の服装をしているが、ところどころに男の子か女の子か曖昧な表現がなされている。無類の動物好き。ミミズ、カエルなどなど。家はある程度裕福なようで夏休み中にエーゲ海へ旅行する。怒ると凶暴化したアツシとあいこですら楽々とおもちゃ箱に片付ける。基本的に言われたことはしっかりやるが、自分が本気で遊びたいときはやはり手がつけられない。女子からの人気が高い。ところどころで弄ばれる。しかし自分もそれなりに楽しんでいるようだ。
その（佐藤 園）
かたづけを率先してやるしっかり者。姉である華が大好きで、姉にほめられたくて、自分のことは自分でできるしっかりものになった。父は無職で、毎日に職業安定所に行って仕事が見つからずに帰ってきては母に殴られている。それでも結婚するなら父（パパ）らしい。
のぼる（石野 昇）
アッコに尻に敷かれている。それでもアツコは恋人という意識はあるようで時にはアツシからアッコを守る場面も。アツシとはやはり親友。長い付き合いになる。あつしによく構うが、その行動が逆にあつしをムカつかせてしまい、よく殴られる。
かな（加藤 加奈）
おとなしい性格の女の子。アツシが好き。語尾をゆっくり延ばして話すのが特徴。
アツシにスカートを捲られ、パンツ丸見えになるシーンがある。羞恥の表情でしゃがみ込み泣いてしまい、それを見た女子たちがアツシをボコるが、アツシ君をいじめないで～とアツシをかばう優しい子。
きょうすけ（湯川 京介）
めがねをかけている。園児にはものしりで頭がいいと思われているが、大人から見れば子供の浅知恵である。アイコが好きで、水明を疎ましく思っている。
さくらこ（椎名 桜子）
大人びている。高飛車だが、小学生の彼氏・ユキハルの前ではしおらしくなるツンデレ少女。
りゅう（五十嵐 龍之介）
無邪気な男の子。基本的にみんな好き。
さやか（田原 沙耶香）
ゆうきのことが好きで、嫉妬深い。ベリーの実が嫌い。家は商店街で店（生活雑貨）を出している。
ゆうき（秦 勇気）
アイコと仲良くなりたいと思っている。しかし、さやかとも仲良くしていたいとも思っている。年上も好き。要は見境が無い。嫉妬深いさやかにあいことの接触を邪魔されるため、いつもさやかに怯えている。
じゅん（朝野 潤一郎）
泣き虫。一人でトイレに行けずに、よく漏らす。
じゅんこ（朝野 潤子）
じゅんの姉。手先が不器用。
とーこ（鈴木 東子）
借り物競争で「たからもの」を引いた時、母親を連れていく。
みかん（井原 みかん）
ほかの園児よりも一回り背が高い女の子で、お姉さん的存在。背丈は母親遺伝で母親もかなり身長が高い。
あずき（木ノ原 あずき）
いつも眠そうにしている女の子。どこででも寝られる。ドタバタでやかましい幼稚園内、水の中などなど。誕生日会の折り紙の鎖作りは黙々とこなす。たつや、かなとは同じ月生まれ。じゅん&じゅんことは同じアパート。
たつろー（立川 達郎）
たつやと似ているが、前髪が長くて後ろ髪が短いのがたつろー。ケーキは皿までなめる。
ちづる（氷室 千鶴）
おませさん。だが、的確な洞察力の女の子。真田（ケーキ屋）にハルへの気持ちを気づかせるきっかけとなったキューピット。
たつや（六川 竜也）
目立ちたがりの活発な男の子。高いところが好き。登れるところはすぐ登る。仮面ライダーが好き。たつろーと間違いやすいが、前髪が短くて後ろ髪が長いのがたつろー。あずき、かなとは同じ月生まれ。
えみ（詠美）
アイコ達より数期前にひまわり幼稚園に通っていた園児。ホステス時代の神楽坂が、散歩中に偶然出会い、その後保育士を目指すきっかけになった園児。リンゴジュースが好き。

#### 園児の家族
夏木朝香
アイコの母。働いていて、ひまわり幼稚園にアイコを迎えに来る時間が遅くなることがある。
アイコの父・夏木雅己が海外出張で家にいないことで、口論になることもあるが、基本的には仲が良くて、露出して誘惑したり、一緒に風呂に入ったり、寝たりしている。それらの行為をアイコは知っているが、子供なので、なぜそんなことをしているかまでは分かっていない。
夏木雅己
アイコの父。I国海域で資源調査のため、単身赴任しているため、いつも家にいない。趣味はプラモデル。
佐藤 華（さとう はな）
そのの姉。中学生。妹が大好き。アイコにベタベタされている水明にロリコンとはっきり言い放つ、水明の天敵といえる存在。

### 両園予備校
水明が通っている予備校。なお、当初の水明が持っていた申し込み書には「両回予備校」と記載されている。
川崎 真紀
予備校生。ひまわり幼稚園のあるひまわり台に住んでいる。そのため、水明と一緒に帰宅することもあり、そこをアイコに見られ、睨まれている。水明のアイコに対する言動から、水明をロリコンではないかと疑っている。黒の下着を愛用している。
渋谷
予備校生。軟派者で、よく女に声をかけている。二浪していて、本人は二浪であることを気にしている。
千葉 健太
予備校生。喫煙者。一見、無口でクールだが、やはり浪人生であることを気にしている。

### その他
真田
ひまわり幼稚園の近所にあるケーキ屋「Patisserie gouter heire」の店長兼パティシエ。かっこいい顔と美味いケーキで女性に人気である。
女性が苦手で、話しかけられたり話しかけたりする時に緊張する。しかし、子供の女性に対しては緊張しないので、ケーキに関して女性の意見を求めるため、アイコによく話しかける。そのため、水明や真紀にはロリコンではないかと誤解される。一方で、女性を避ける行動をハルには硬派だと思われる。
大学に落ちて勘当され、彼女に二股をかけられたあげく一方的にふられてしまいこれをきっかけに女性が苦手になる、とにかく日本を出たくなり、とりあえず買ったチケットでフランスに行き、美味しいケーキ屋に寄ったことがきっかけでパティシエになる。
「箆紅麗須(HELL CRUSE)ヘルグレース」
フミがヘッドをしていたレディース。フミがヘッドをしていた頃は警察官が「本物の暴走族」と評するほどだった。
翔子
フミの次のヘッド。フミを誰よりも慕っていたが、次のヘッドになってから、フミの存在の大きさがプレッシャーになり、フミを敵視するようになる。
多摩川大学ウクレレ愛好会
ハルが多摩川大学教養学科に通っていた時に所属していた同好会。
トキ
ウクレレ愛好会のOG。この人の言うことに同好会メンバーは逆らえない。
ユキハル
さくらこの彼氏。小学校低学年くらい。
真下、ユン
神楽坂がホステスやっていた頃の同居人。真下は『ちぃちゃんのおしながき』にも出ている。

## 追記
同作者の他作品に、本作品のキャラクターが出てくることがよくある。
ちいちゃんのおしながき
小料理屋みづはの常連客として、ホステス時代の神楽坂が出ている。また、本作品にも小料理屋みづはや有坂親子が本編に出てきており、作者はインタビューで、『ちいちゃんのおしながき』の世界を「本作品の6年前の設定」と答えている。
流星たちに伝えてよ
第4話に「社会福祉法人 ひまわり学園」の職員として年老いたハルと思われる女性が出てくる。
- 流星たちに伝えてよ - マンガ図書館Z（外部リンク）

女王蟻
アイコが、アルテミスヤード特課 情報発掘官「花鳥 愛子」として出ている。本作品との関係は不明。
他にも「小料理みづは第108月支店」「速水・クルード＝神楽坂」「有坂血族」「サクラダ血族」と、他の大井昌和作品に関連した名前が出てくる。
- 女王蟻 - マンガ図書館Z（外部リンク）